# Сидоренко, Анатолий Кириллович
Анатолий Кириллович Сидоренко (6 [19] декабря 1908, Погребы, Полтавская губерния — 1983, Чернигов) — советский учёный, горный инженер-механик. Кандидат технических наук (1957), профессор (1971). Лауреат Ленинской премии (1966).

## Биография
Родился 6 декабря 1908 года в селе Рублёвка Кременчугского уезда Полтавской губернии (ныне в составе села Погребы Глобинского района Полтавской области). С 7 лет начал работать пастухом, затем в деревне по найму.
В 1929 году окончил Кременчугский индустриальный техникум. В 1933 году окончил Днепропетровский горный институт. Член ВКП(б) с 1942 года.
В 1933—1941 годах — старший научный сотрудник Криворожского научно-исследовательского горнорудного института (НИГРИ).
В 1941—1944 годах — главный механик Аккарчинского рудника.
В 1944—1948 годах — на Магнитогорском машиностроительном заводе «МЕГО»: в 1944—1947 годах — главный инженер, в 1947—1948 годах — директор.
В 1949—1954 годах — заведующий лабораторией техники безопасности криворожского НИГРИ.
В 1954—1966 годах — доцент и заведующий кафедрой рудничного транспорта и горных машин Криворожского горнорудного института.
В 1966—1983 годах — в Черниговском филиале Киевского политехнического института: доцент на кафедре технологии машиностроения, с января 1971 года — профессор; в 1966—1973 годах — декан механического факультета.
Умер в 1983 году в городе Чернигов.

## Научная деятельность
В 1957 году защитил кандидатскую диссертацию «Пути повышения скорости бурения глубоких взрывных скважин в крепких породах».
Автор 6 изобретений.

### Научные труды
- Современные способы бурения скважин: монография / Б. И. Воздвиженский, А. К. Сидоренко, А. Л. Скорняков. М.: Недра, 1978. — 242 с.

## Награды
- Ленинская премия (1966) — за разработку научных основ, создание и внедрение в производство комплекса высокопроизводительных механизмов для бурения скважин в подземных условиях;
- Дважды медаль «За трудовую доблесть».